# Nelson Rangell

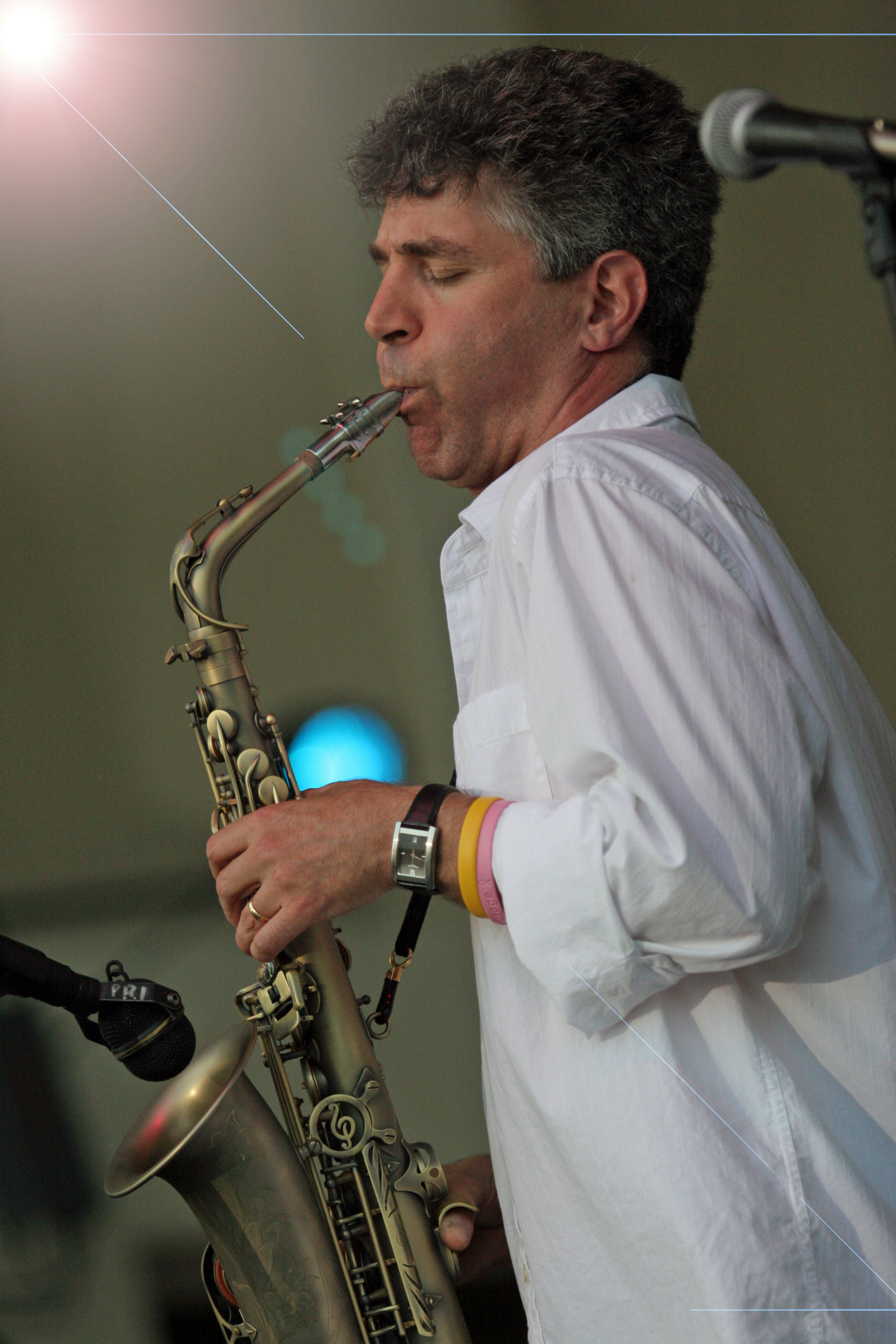
Nelson Rangell

Nelson Rangell (* 26. März 1960  in Castle Rock, Colorado) ist ein US-amerikanischer Saxophonist und Flötist des Smooth Jazz.

## Leben und Wirken
Rangell, der in Denver aufwuchs und als Kind mit seinen Geschwistern (u. a. mit Bobby Rangell) musizierte, erhielt ab dem fünfzehnten Lebensjahr Flötenunterricht an der Interlochen Arts Academy. Bereits 1979 wurde er vom Down Beat als „Bester High-School-Solist“ ausgezeichnet, um später während seines Studiums New England Conservatory bei Robert Stallman die gleiche Auszeichnung für die Studenten zu erhalten. 1984 zog er nach New York City, wo er als Studiomusiker arbeitete, aber auch mit Gil Evans, Chuck Loeb, Jaco Pastorius, Herb Ellis, David Sanborn sowie Russ Freeman und seinen „Rippingtons“ spielte. 1987 legte er sein Debütalbum „To Begin Again“ vor, dem bis 2009 vierzehn weitere Alben folgten. Er war auch an Einspielungen der GRP All Stars, Chuck Loeb, Tom Browne, Russ Ferrante, Jimmy Haslip, Patti Austin oder John Tesh beteiligt. Er spielt auch Piccoloflöte.

## Diskographische Hinweise
- Nelson Rangell (1992)
- Truest Heart (1993)
- Yes, Then Yes (1994)
- Destiny (1995)
- Turing Night into Day (1997)
- Far Away Day (2000)
- In Every Moment (2002)
- Blue (2015)
- Red (2015)
- By Light (2019)

## Lexigraphische Einträge
- Martin Kunzler: Jazz-Lexikon. Band 2: M–Z (= rororo-Sachbuch. Bd. 16513). 2. Auflage. Rowohlt, Reinbek bei Hamburg 2004, ISBN 3-499-16513-9.